# José Luis Fernández Juan
José Luis Fernández Juan (Valencia, 30 de septiembre de 1966) es un filólogo, lírico y novelista español. Artista polifacético vanguardista. Su peculiar estilo a caballo entre el humor absurdo y el surrealismo retórico envuelve todas sus obras. Sus transgresores contenidos nacen de la impostura de la ficción y acaban aterrizando en la realidad más vigente. Ha participado en otros campos como el teatro, el cine o la publicidad.

## Formación
Concluye los estudios universitarios licenciándose en Filología Valenciana y Filología Hispánica por la Universidad de Valencia. Desde 1996 trabaja como profesor de Lengua y Literatura Española, Valenciano o Comentario de Texto en el colegio de Ntra. Sra. del Pilar de Valencia.

## Obra literaria y artística
En 2014 se edita el primer libro de la trilogía Pinceladas de Harmonía con el título homónimo. El innovador estilo retórico y el profundo calado humano de esta divertida alegoría sorprendieron a un público poco habituado a este tipo de estilo psicodélico. La influencia pictórica (Dalí, Magritte), musical (John Lennon, Los Nikis), conceptista (Quevedo) y cinematográfica (El club de los poetas muertos, Magical Mystery Tour, Liquid Sky) es irrebatible.
En abril de 2017 se publica su segundo libro El diccionario de JLFJ, un glosario de casi 1.800 palabras distorsionadas formal y semánticamente.
Ha firmado libros en la Feria del libro de Valencia con Pinceladas de Harmonía en la 50.ª edición (2015), con El diccionario de JLFJ en la 53.ª edición (2018) y con Entrevistas de coral y verde menta en la 58.ª edición (2023).
En diciembre de 2019 aparece Pinceladas de Harmonía.Con ; la continuación de Pinceladas de Harmonía. La apuesta por la reflexión, el conceptismo, la libertad, el positivismo y el humor sigue dominando el universo harmónico. 
Sus obras, debido a su potente juego idiomático y lúdico, a menudo son programadas y analizadas en las clases de Lengua y Literatura de Bachillerato o segundo ciclo de la ESO en los colegios de habla hispana.
Ha dirigido obras de teatro experimental como Abracadabrante (1999), Entremés psicodélico (2002), Entremés caleidoscópico (2003) y Esto no tiene remedio (2005). Como actor ha participado en Sweet home Transilvania (2015), en la obra dramatizada de Vicente Marco Aguilar Pinceladas de Jarmoni en Praga (2016), y en Prolepsis, analepsis y veleidades varias (2016). También ha intervenido en la serie lúdico-lingüística de 10 episodios Pinceladas de humor y harmonía (2018) y El diccionario de JLFJ (2018) junto al músico Fernando Rincón.
En 2020, Pinceladas de Harmonía.Con es nombrado Libro del año por Forolibro.
En noviembre de 2021 publica Entrevistas de coral y verde menta; una antología de entrevistas llevadas a cabo a partir de la publicación de sus dos primeras obras literarias Pinceladas de Harmonía y El diccionario de JLFJ. El género de las entrevistas tendrá continuidad en diciembre de 2022 con Entrevistas, sonrisas y serendipias. En sus respuestas, nada periodísticas ni convencionales, JLFJ sigue apostando por su habitual estilo metafórico, emocional, colorista y lúdico.
A principios de octubre de 2023 prolonga su Diccionario de JLFJ con casi mil ochocientas nuevas palabras más en El segundo diccionario de JLFJ. 
En diciembre de 2023 aporta su relato Vernon, Beatles y Pegamoides al libro 101 relatos de la enseñanza.
En noviembre de 2024 completa la trilogía de "Harmonía" con  Pinceladas de Harmonía.Com 

### Ensayo
- ¿Es tan difícil? El camino del corazón solidario (2012)
- Profesores y educación sobre el ruido (Con R de ruido) (2017)[21]
- Pinceladas de Harmonía: una sociedad sin acoso (2017)[22]

### Novela
- Pinceladas de Harmonía (2014)[23]
- Pinceladas de Harmonía.Con (2019)[24]
- Pinceladas de Harmonía.Com (2025)[25]

### Ficcionario
- El diccionario de JLFJ (2017)[26]
- El segundo diccionario de JLFJ (2023)[27]

### Poesía
- Serendipia etérea (Versos descubiertos) (2018)
- Mementos lunares (Tinta lunar) (2019)
- Oda a 4ºD. Autoría compartida con Cristina Cosme Llopez (2020)[28]

### Entrevistas
- Entrevistas de coral y verde menta (2021)[29]
- Entrevistas, sonrisas y serendipias (2022)[30]

## Enlaces
- Web personal del autor pinceladasdeharmonia.com
- Levante TV "Vent de Llevant". Entrevista (12-06-2015)
- Radio Internacional. Jaume Segalés. Entrevista en "Mundo Noticias" (06-05-2016)
- Eiberoamérica Radio General. «Libros y libretos». Presentación de «El diccionario de JLFJ» (10-09-2017)
- "¿Cómo tiene que ser una sociedad ideal?". CV Radio 94.5. Entrevista (09-08-2017)
- Entrevista en «Agárralo como puedas». 97.7 Radio (20-06-2014)
- News FM. Entrevista de Susana Pérez (31-03-2016)
- Eiberoamerica Radio General. «Tertulias intercontinentales». Entrevista (25-09-2016)
- Dime Radio Cantabria. Entrevista en «Domingos con Escobar». (30-07-2017)
- Distrito 51. «La utopía del bienestar». Entrevista (23-04-2021)
- QuéLeer (Venezuela).Reseña de Pinceladas de Harmonia (10-05-2023)
- Diario Información (Alicante). Conferencia-coloquio "Primera Novela Panhispánica" (18-09-2014)
- Sello Cultural (Venezuela). Reseña "Entrevistas Sonrisas y Serendipias" (19-12-2022)
- "El diccionario de JLFJ". Entrevista en Alquibla. (14-10-2014)
- Libros y literatura - Entrevista. "Pinceladas de Harmonia" (28-09-2016)
- Las Provincias - Entrevista (04-07-2017)
- Valencia Noticias. Entrevista "Pinceladas de Harmonia.Con" - Libro del año 2020 (14-06-2021)
- El Lápìz Mediterráneo. Entrevista (03-07-2021)